# Tiraspol

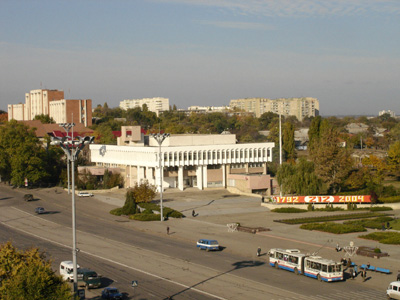
Rua central de Tiraspol

Tiraspol ou Tiráspol é a capital da Transnístria, uma autoproclamada república socialista e independente da Moldávia. É a segunda maior cidade da Moldávia, com 159.163 habitantes (em 2005).
Foi fundada pelo general russo Aleksandr Suvorov em 1792, sobre o antigo sítio medieval moldavo de Sucleia Veche (Sucleia Velha).